# Ámen (film)
| Ámen (film)                               | Ámen (film)                               |
| Kattints az alábbi külső linkek egyikére! | Kattints az alábbi külső linkek egyikére! |
| ----------------------------------------- | ----------------------------------------- |
| Nem található szabad kép.(?)              |                                           |
| külső link · jogvédett                    | A film eredeti plakátja                   |

Az Ámen (eredeti angol címe: Amen.) 2002-ben bemutatott angol–német–francia–olasz filmdráma Costa-Gavras rendezésében, Ulrich Tukur, Mathieu Kassovitz és Ulrich Mühe főszereplésével, Rolf Hochhuth német író 1963-ban bemutatott színműve, A helytartó (Der Stellvertreter) alapján. A filmdráma cselekménye valós eseményeken és dokumentumokon alapul. A történet a nemzetiszocialista Német Birodalomban megindított holokauszt idején játszódik. A bűncselekményt elítélő személyek és csoportok igyekeztek informálni a római katolikus egyház vezetőit, a Vatikán kormányzatát, magát a regnáló XII. Piusz pápát és az Egyesült Államok diplomatáit is. A film azt vizsgálja, vajon a pápa (Isten földi helytartója) eléggé latba vetette-e saját nemzetközi tekintélyét, és lett volna-e esély arra, hogy kiállásával fékezze a tömeggyilkosságokat? Mind a regény, majd a belőle készült film is heves vitákat gerjesztett Németországban is, a nemzetközi kulturális életben is. A kritikusok egy része a film lényeglátását dicsérte, más bírálók az egyház viselkedését védelmükbe vették, és kétségbe vonták az ábrázolt történések hitelességét.

## Cselekmény
A film nyitójelenetében Štefan Lux zsidó újságíró és politikai aktivista belép a Népszövetség genfi székházának üléstermébe, félbeszakítja az éppen folyó plenáris tanácskozást, figyelmezteti a küldötteket a nemzetiszocialista Német Birodalomban folyó zsidóüldözésre, majd pisztolyával agyonlövi magát, hogy vészjósló üzenetének riasztó súlyt adjon. (Ez a valós esemény 1936. július 3-án történt).
Ezalatt Németországban az ún. „T4-es művelet” keretében megölnek egy csoport szellemi fogyatékos beteget, köztük Kurt Gerstein SS-Obersturmführer unokahúgát is. A katolikus egyház, amikor értesül a bűncselekmény hivatalos indoklásáról, tiltakozik és vizsgálatot követel. Ennek hatására a német hatóságok az „eutanázia-programot” visszafogják.
Gerstein a megszállt Lengyelországban a higiénia és fertőtlenítés szakértőjeként dolgozik, feladata az ehhez szükséges mennyiségű hidrogén-cianid (kéksav) biztosítása. SS-es bajtársai, köztük egy SS-orvos egy megsemmisítő tábort mutatnak neki. A látottak felháborítják Gersteint. Hazautazás közben beszámol lengyelországi tapasztalatairól Otter bárónak, a svéd követség titkárának. Berlinben felkeresi Otto Dibelius evangélikus lelkészt, és kéri, az egyház álljon ki nyilvánosan és gyakoroljon nyomást a német kormányra, a korábbi „eutanázia”-esethez hasonlóan. A lelkész a Gestapo csapdáját gyanítja, és elutasítja Gersteint. A tiszt közvetlenül a pápai nunciushoz fordul, de ő sem hisz neki. Csak Riccardo Fontana, a nuncius titkára, aki véletlen fültanúja a beszélgetésnek, jelentkezik Gersteinnél és hajlandó a Vatikánba utazni, hogy beszámoljon az egyházi felső vezetésnek.
Gerstein közben tovább dolgozik az SS fertőtlenítő intézetében, részt vesz új megsemmisítő technológiák fejlesztésében, melyek gyorsabban és hatékonyabban ölnek. Úgy érzi, ha mást nem tehet, legalább lerövidíti az áldozatok szenvedését. Az SS-orvos összebarátkozik az intelligens és művelt Gersteinnel. Gerstein sorra felkeresi régi, befolyásos barátait is, de segítséget tőlük sem kap: nem hisznek neki, vagy nem akarnak, nem mernek a rendszer ellenében felszólalni.
Hasonló falakba ütközik Ricardo Fontana Rómában. Sem apja, Fontana gróf, sem a pápa tanácsosai nem hisznek sem neki, vagy lekicsinylik, túlzónak minősítik Gerstein megfigyeléseit. Egy ígérettel nyugtatják meg: XII. Piusz pápa karácsonyi beszédében bírálni fogja az Hitler által a népnek okozott szenvedéseket. De ez sem történik meg. Néhány egyházi vezető hitelt ad ugyan Gerstein jelentésének, de stratégiai okokból – elsősorban a németországi katolikus hívők védelmében – ők is ellenzik, hogy a pápa túl militánsan álljon ki a zsidók védelmében. Az USA nagykövete sem érzi szükségesnek sem a táborokhoz vezető vasútvonalak bombázását, sem a zsidók tömegeinek „kiváltását” és befogadását. (A lágerek felé robogó transzport-vonatok képe a filmben rendszeresen ismétlődő, figyelmeztető motívum).
Gerstein és Fontana együtt utaznak a Vatikánba. Közben a németek megszállják Rómát, és ott is elkezdik a zsidók és az áttértek begyűjtését. Ilyen körülmények között a pápa nem fogadja az SS tisztjét. Fontana a szabályokat megszegve bejut a pápához, de ő is elutasítja. Fontana ekkor feltűzi a Dávid-csillagot, és a pályaudvarról induló zsidó transzporthoz csatlakozik. A táborba érve lelepleződik, hogy katolikus pap. Az SS-orvos elé vezetik, aki egy Sonderkommandóba osztja be. A krematóriumoknál kel dolgoznia. Gerstein meghamisítja Himmler birodalmi vezető aláírását, hogy kihozza Fontanát. Az SS-orvos azonban felismeri a hamis aláírást. Fontanát kivégezteti, Gersteint azonban nem tartóztatja le a nyilvánvaló hazaárulásért, hanem cinikusan szabadon elengedi. Ő maga tudatában van a közelgő összeomlásnak, és a Vatikánba utazik, hogy az egyház segítségével külföldre jusson, még a szövetségesek bevonulása előtt.
A német kapituláció után Gerstein feladja magát. A francia megszálló hatóság őrizetében több jelentést ír a megsemmisítő táborokban tapasztalt eseményekről és saját szerepéről. Felelősnek minősítik, vád alá helyezik. Cellájában felakasztva találják. A film nyitva hagyja, hogy öngyilkosságot követett-e el vagy társai megölték. Az utolsó jelenetben a megsemmisítő tábor SS-orvosa, immár egyszerű civilként a Vatikánban Alois Hudal püspökhöz fordul, aki segít neki Argentínába menekülni.

## Szereposztás
| Szerep                                         | Színész               | Magyar hangja (1. szinkron, 2003) |
| ---------------------------------------------- | --------------------- | --------------------------------- |
| Kurt Gerstein SS-Obersturmführer               | Ulrich Tukur          | Kulka János                       |
| Riccardo Fontana jezsuita pap, nunciusi titkár | Mathieu Kassovitz     | Széles Tamás                      |
| Fontana gróf, Riccardo apja                    | Ion Caramitru         | Szilágyi Tibor                    |
| A Doktor, SS-orvos                             | Ulrich Mühe           | Csankó Zoltán                     |
| Bíboros, pápai tanácsadó                       | Michel Duchaussoy     | Bitskey Tibor                     |
| Gerstein felesége                              | Antje Schmidt         | Spilák Klára                      |
| Gerstein apja                                  | Friedrich von Thun    | Tolnai Miklós                     |
| von Rutta                                      | Erich Hallhuber       | Cs. Németh Lajos                  |
| Wehr lelkész                                   | Pierre Franckh        | Uri István                        |
| Rudolf Höss                                    | Sebastian Koch        | Juhász György                     |
| Ernst-Robert Grawitz SS-főorvos                | Hanns Zischler        | Kristóf Tibor                     |
| Hans Fritzsche                                 | Horatiu Malaele       | Rudas István                      |
| Karl                                           | Markus Hering         | Háda János                        |
| Frau Hinze                                     | Monica Bleibtreu      | Illyés Mari                       |
| Armin Peters                                   | Radu Banzaru          | Albert Gábor                      |
| XII. Piusz pápa                                | Marcel Iureș          | Kertész Péter                     |
| Taylor, USA-nagykövet                          | Richard Durden        | Orosz István                      |
| Otto Dibelius evangélikus püspök               | Günther Maria Halmer  | Izsóf Vilmos                      |
| Richard von Weizsäcker SS-Brigadeführer        | August Zirner         | Varga Tamás                       |
| Göran von Otter báró, svéd diplomata           | Justus von Dohnányi   | Holl Nándor                       |
| Pápai nuncius                                  | Constantin Alexandrov | Konrád Antal                      |
| Clemens August von Galen bíboros               | Bernd Fischerauer     | Versényi László                   |
| Monsignore Hudal bíboros                       | Michael Mendl         | Áron László                       |
| Alexandra Baltz                                | Susanne Lothar        | Koffler Gizi                      |
| Hercegnő                                       | Marina Berti          | Várnagy Kati                      |
| Helmut Franz karmester                         | Alexander Geringas    | Imre István                       |
| Štefan Lux zsidó aktivista                     | Ovidiu Cuncea         | N/A                               |

## A film készítése
A film világpremierjére 2002. február 14-én került sor a Berlini Nemzetközi Filmfesztiválon.
A filmben (az alapműhöz hasonlóan) több valós személy szerepel, egyik részük név említése nélkül (pápa, püspök, lelkész, orvos), néhányan valós nevükön, köztük a film fő karaktere, Kurt Gerstein SS-Obersturmführer, orvos-mérnök, az egészségügyi létesítmények fertőtlenítésének szakértője volt az SS-ben. Feladata azonban a megsemmisítő táborok létrejöttével megváltozott: a gázt, amit kifejlesztett, foglyok tömeges megsemmisítésére használták fel. A mélyen vallásos Gersteint megdöbbentették a lágerekben látott bűncselekmények, megkísérelte ezeket a világ tudomására hozni. A katolikus egyházhoz fordult, hogy annak feje, a pápa állásfoglalásának tekintélyével fékezze meg az emberiség elleni bűncselekményeket. Az egyház vezetői és az ekkor még nem hadviselő USA diplomatái azonban óvatosan egyensúlyoznak a lelkiismeret és a politikai realitás között. Gersteint csak néhány magányos személy segíti, eredmény nélkül elbukik.
A külső felvételeket Nagyszebenben forgatták, a filmben román színészek is szerepelnek.

## Alapmű
Első német kiadás
- Rolf Hochhuth. Der Stellvertreter. Ein christliches Trauerspiel, 1. Ausgabe (német nyelven), Reinbek: Rowohlt (1963). ISBN 978-3-499-10997-3

Magyarul
- Rolf Hochhuth. A helytartó. Keresztény szomorújáték, ford. Kalász Márton, 2. kiadás (magyar nyelven), Budapest: Európa Könyvkiadó (1966). ISBN 02-490-0259036-6